# Fuente de la Riqueza
La Fuente de la Riqueza (en chino: 财富之泉; en inglés: Fountain of Wealth) apareció en el Libro Guinness de los récords en 1998 como la fuente más grande del mundo. Se encuentra en uno de los mayores centros comerciales de Singapur, Suntec City.
Durante ciertos períodos del día, la fuente se apaga y se invita a los visitantes a pasear por una mini fuente en el centro de la base de la fuente para recoger las monedas para la "buena suerte". Por la noche, la fuente es el escenario de actuaciones de láser, así como música en directo y dedicatorias de mensajes láser el horario 20:00-21:00 diariamente. 